# ماك براون
ماك براون (بالإنجليزية: Mack Brown)‏ هو لاعب كرة قدم أمريكية أمريكي، ولد في 27 أغسطس 1951 في كوكفل في الولايات المتحدة.

## وصلات خارجية
- ماك براون على موقع قاعة كارولاينا الشمالية للمشاهير الرياضية (الإنجليزية)
- ماك براون على موقع إن إن دي بي (الإنجليزية)